# Новотного перекриття латиське
Перекриття́ Новотного латиське — ідея в шаховій композиції. Суть ідеї — на поле перетину ліній дії слона і тури завчасу приходить фігура іншого кольору, або фігура вже стоїть в початковій позиції, а тематичні загрози виникають після стороннього ходу іншої фігури.

## Історія
Ця ідея може розглядатись як одна із форм вираження перекриття Новотного. Це задум дещо відмінний від базового класичного перекриття Новотного.
Проблемістів з Латвії зацікавила ідея чеського проблеміста Антоніна Новотного (22.08.1827 — 09.03.1871), і при вираженні його теми знайшли інший підхід для втілення в задачі його ідеї — а саме, на полі перетину ліній дії чорних слона і тури в початковій позиції вже стоїть біла фігура, а загрози виникають після ходу іншої білої фігури.
 Ця форма теми Новотного була запропонована проблемістами з Латвії, внаслідок чого й дістала назву — перекриття Новотного латиське. З часом проблемістами ця форма вираження теми була розширена. На поле перетину ліній дії чорних слона і тури робився вступний хід, але не виникало тематичних загроз, пов'язаних з виключенням цих фігур з ліній їхньої дії, тематичні загрози виникали в подальшій грі при наступних ходах інших білих фігур. Такий підхід для вираження теми можливий в задачах із завданням оголошення мату в три і більше ходів.
|   | a | b | c | d | e | f | g | h |   |
| 8 | f7 білий слон · h7 білий король · a6 чорний пішак · c6 чорний пішак · h6 чорний пішак · a5 білий слон · b5 чорний король · f5 чорний пішак · b4 білий пішак · f4 білий пішак · h4 чорна тура · b3 білий пішак · c3 чорний пішак · f3 чорна тура · g3 білий кінь · h2 чорний слон · f1 чорний слон | f7 білий слон · h7 білий король · a6 чорний пішак · c6 чорний пішак · h6 чорний пішак · a5 білий слон · b5 чорний король · f5 чорний пішак · b4 білий пішак · f4 білий пішак · h4 чорна тура · b3 білий пішак · c3 чорний пішак · f3 чорна тура · g3 білий кінь · h2 чорний слон · f1 чорний слон | f7 білий слон · h7 білий король · a6 чорний пішак · c6 чорний пішак · h6 чорний пішак · a5 білий слон · b5 чорний король · f5 чорний пішак · b4 білий пішак · f4 білий пішак · h4 чорна тура · b3 білий пішак · c3 чорний пішак · f3 чорна тура · g3 білий кінь · h2 чорний слон · f1 чорний слон | f7 білий слон · h7 білий король · a6 чорний пішак · c6 чорний пішак · h6 чорний пішак · a5 білий слон · b5 чорний король · f5 чорний пішак · b4 білий пішак · f4 білий пішак · h4 чорна тура · b3 білий пішак · c3 чорний пішак · f3 чорна тура · g3 білий кінь · h2 чорний слон · f1 чорний слон | f7 білий слон · h7 білий король · a6 чорний пішак · c6 чорний пішак · h6 чорний пішак · a5 білий слон · b5 чорний король · f5 чорний пішак · b4 білий пішак · f4 білий пішак · h4 чорна тура · b3 білий пішак · c3 чорний пішак · f3 чорна тура · g3 білий кінь · h2 чорний слон · f1 чорний слон | f7 білий слон · h7 білий король · a6 чорний пішак · c6 чорний пішак · h6 чорний пішак · a5 білий слон · b5 чорний король · f5 чорний пішак · b4 білий пішак · f4 білий пішак · h4 чорна тура · b3 білий пішак · c3 чорний пішак · f3 чорна тура · g3 білий кінь · h2 чорний слон · f1 чорний слон | f7 білий слон · h7 білий король · a6 чорний пішак · c6 чорний пішак · h6 чорний пішак · a5 білий слон · b5 чорний король · f5 чорний пішак · b4 білий пішак · f4 білий пішак · h4 чорна тура · b3 білий пішак · c3 чорний пішак · f3 чорна тура · g3 білий кінь · h2 чорний слон · f1 чорний слон | f7 білий слон · h7 білий король · a6 чорний пішак · c6 чорний пішак · h6 чорний пішак · a5 білий слон · b5 чорний король · f5 чорний пішак · b4 білий пішак · f4 білий пішак · h4 чорна тура · b3 білий пішак · c3 чорний пішак · f3 чорна тура · g3 білий кінь · h2 чорний слон · f1 чорний слон | 8 |
| 7 | f7 білий слон · h7 білий король · a6 чорний пішак · c6 чорний пішак · h6 чорний пішак · a5 білий слон · b5 чорний король · f5 чорний пішак · b4 білий пішак · f4 білий пішак · h4 чорна тура · b3 білий пішак · c3 чорний пішак · f3 чорна тура · g3 білий кінь · h2 чорний слон · f1 чорний слон | f7 білий слон · h7 білий король · a6 чорний пішак · c6 чорний пішак · h6 чорний пішак · a5 білий слон · b5 чорний король · f5 чорний пішак · b4 білий пішак · f4 білий пішак · h4 чорна тура · b3 білий пішак · c3 чорний пішак · f3 чорна тура · g3 білий кінь · h2 чорний слон · f1 чорний слон | f7 білий слон · h7 білий король · a6 чорний пішак · c6 чорний пішак · h6 чорний пішак · a5 білий слон · b5 чорний король · f5 чорний пішак · b4 білий пішак · f4 білий пішак · h4 чорна тура · b3 білий пішак · c3 чорний пішак · f3 чорна тура · g3 білий кінь · h2 чорний слон · f1 чорний слон | f7 білий слон · h7 білий король · a6 чорний пішак · c6 чорний пішак · h6 чорний пішак · a5 білий слон · b5 чорний король · f5 чорний пішак · b4 білий пішак · f4 білий пішак · h4 чорна тура · b3 білий пішак · c3 чорний пішак · f3 чорна тура · g3 білий кінь · h2 чорний слон · f1 чорний слон | f7 білий слон · h7 білий король · a6 чорний пішак · c6 чорний пішак · h6 чорний пішак · a5 білий слон · b5 чорний король · f5 чорний пішак · b4 білий пішак · f4 білий пішак · h4 чорна тура · b3 білий пішак · c3 чорний пішак · f3 чорна тура · g3 білий кінь · h2 чорний слон · f1 чорний слон | f7 білий слон · h7 білий король · a6 чорний пішак · c6 чорний пішак · h6 чорний пішак · a5 білий слон · b5 чорний король · f5 чорний пішак · b4 білий пішак · f4 білий пішак · h4 чорна тура · b3 білий пішак · c3 чорний пішак · f3 чорна тура · g3 білий кінь · h2 чорний слон · f1 чорний слон | f7 білий слон · h7 білий король · a6 чорний пішак · c6 чорний пішак · h6 чорний пішак · a5 білий слон · b5 чорний король · f5 чорний пішак · b4 білий пішак · f4 білий пішак · h4 чорна тура · b3 білий пішак · c3 чорний пішак · f3 чорна тура · g3 білий кінь · h2 чорний слон · f1 чорний слон | f7 білий слон · h7 білий король · a6 чорний пішак · c6 чорний пішак · h6 чорний пішак · a5 білий слон · b5 чорний король · f5 чорний пішак · b4 білий пішак · f4 білий пішак · h4 чорна тура · b3 білий пішак · c3 чорний пішак · f3 чорна тура · g3 білий кінь · h2 чорний слон · f1 чорний слон | 7 |
| 6 | f7 білий слон · h7 білий король · a6 чорний пішак · c6 чорний пішак · h6 чорний пішак · a5 білий слон · b5 чорний король · f5 чорний пішак · b4 білий пішак · f4 білий пішак · h4 чорна тура · b3 білий пішак · c3 чорний пішак · f3 чорна тура · g3 білий кінь · h2 чорний слон · f1 чорний слон | f7 білий слон · h7 білий король · a6 чорний пішак · c6 чорний пішак · h6 чорний пішак · a5 білий слон · b5 чорний король · f5 чорний пішак · b4 білий пішак · f4 білий пішак · h4 чорна тура · b3 білий пішак · c3 чорний пішак · f3 чорна тура · g3 білий кінь · h2 чорний слон · f1 чорний слон | f7 білий слон · h7 білий король · a6 чорний пішак · c6 чорний пішак · h6 чорний пішак · a5 білий слон · b5 чорний король · f5 чорний пішак · b4 білий пішак · f4 білий пішак · h4 чорна тура · b3 білий пішак · c3 чорний пішак · f3 чорна тура · g3 білий кінь · h2 чорний слон · f1 чорний слон | f7 білий слон · h7 білий король · a6 чорний пішак · c6 чорний пішак · h6 чорний пішак · a5 білий слон · b5 чорний король · f5 чорний пішак · b4 білий пішак · f4 білий пішак · h4 чорна тура · b3 білий пішак · c3 чорний пішак · f3 чорна тура · g3 білий кінь · h2 чорний слон · f1 чорний слон | f7 білий слон · h7 білий король · a6 чорний пішак · c6 чорний пішак · h6 чорний пішак · a5 білий слон · b5 чорний король · f5 чорний пішак · b4 білий пішак · f4 білий пішак · h4 чорна тура · b3 білий пішак · c3 чорний пішак · f3 чорна тура · g3 білий кінь · h2 чорний слон · f1 чорний слон | f7 білий слон · h7 білий король · a6 чорний пішак · c6 чорний пішак · h6 чорний пішак · a5 білий слон · b5 чорний король · f5 чорний пішак · b4 білий пішак · f4 білий пішак · h4 чорна тура · b3 білий пішак · c3 чорний пішак · f3 чорна тура · g3 білий кінь · h2 чорний слон · f1 чорний слон | f7 білий слон · h7 білий король · a6 чорний пішак · c6 чорний пішак · h6 чорний пішак · a5 білий слон · b5 чорний король · f5 чорний пішак · b4 білий пішак · f4 білий пішак · h4 чорна тура · b3 білий пішак · c3 чорний пішак · f3 чорна тура · g3 білий кінь · h2 чорний слон · f1 чорний слон | f7 білий слон · h7 білий король · a6 чорний пішак · c6 чорний пішак · h6 чорний пішак · a5 білий слон · b5 чорний король · f5 чорний пішак · b4 білий пішак · f4 білий пішак · h4 чорна тура · b3 білий пішак · c3 чорний пішак · f3 чорна тура · g3 білий кінь · h2 чорний слон · f1 чорний слон | 6 |
| 5 | f7 білий слон · h7 білий король · a6 чорний пішак · c6 чорний пішак · h6 чорний пішак · a5 білий слон · b5 чорний король · f5 чорний пішак · b4 білий пішак · f4 білий пішак · h4 чорна тура · b3 білий пішак · c3 чорний пішак · f3 чорна тура · g3 білий кінь · h2 чорний слон · f1 чорний слон | f7 білий слон · h7 білий король · a6 чорний пішак · c6 чорний пішак · h6 чорний пішак · a5 білий слон · b5 чорний король · f5 чорний пішак · b4 білий пішак · f4 білий пішак · h4 чорна тура · b3 білий пішак · c3 чорний пішак · f3 чорна тура · g3 білий кінь · h2 чорний слон · f1 чорний слон | f7 білий слон · h7 білий король · a6 чорний пішак · c6 чорний пішак · h6 чорний пішак · a5 білий слон · b5 чорний король · f5 чорний пішак · b4 білий пішак · f4 білий пішак · h4 чорна тура · b3 білий пішак · c3 чорний пішак · f3 чорна тура · g3 білий кінь · h2 чорний слон · f1 чорний слон | f7 білий слон · h7 білий король · a6 чорний пішак · c6 чорний пішак · h6 чорний пішак · a5 білий слон · b5 чорний король · f5 чорний пішак · b4 білий пішак · f4 білий пішак · h4 чорна тура · b3 білий пішак · c3 чорний пішак · f3 чорна тура · g3 білий кінь · h2 чорний слон · f1 чорний слон | f7 білий слон · h7 білий король · a6 чорний пішак · c6 чорний пішак · h6 чорний пішак · a5 білий слон · b5 чорний король · f5 чорний пішак · b4 білий пішак · f4 білий пішак · h4 чорна тура · b3 білий пішак · c3 чорний пішак · f3 чорна тура · g3 білий кінь · h2 чорний слон · f1 чорний слон | f7 білий слон · h7 білий король · a6 чорний пішак · c6 чорний пішак · h6 чорний пішак · a5 білий слон · b5 чорний король · f5 чорний пішак · b4 білий пішак · f4 білий пішак · h4 чорна тура · b3 білий пішак · c3 чорний пішак · f3 чорна тура · g3 білий кінь · h2 чорний слон · f1 чорний слон | f7 білий слон · h7 білий король · a6 чорний пішак · c6 чорний пішак · h6 чорний пішак · a5 білий слон · b5 чорний король · f5 чорний пішак · b4 білий пішак · f4 білий пішак · h4 чорна тура · b3 білий пішак · c3 чорний пішак · f3 чорна тура · g3 білий кінь · h2 чорний слон · f1 чорний слон | f7 білий слон · h7 білий король · a6 чорний пішак · c6 чорний пішак · h6 чорний пішак · a5 білий слон · b5 чорний король · f5 чорний пішак · b4 білий пішак · f4 білий пішак · h4 чорна тура · b3 білий пішак · c3 чорний пішак · f3 чорна тура · g3 білий кінь · h2 чорний слон · f1 чорний слон | 5 |
| 4 | f7 білий слон · h7 білий король · a6 чорний пішак · c6 чорний пішак · h6 чорний пішак · a5 білий слон · b5 чорний король · f5 чорний пішак · b4 білий пішак · f4 білий пішак · h4 чорна тура · b3 білий пішак · c3 чорний пішак · f3 чорна тура · g3 білий кінь · h2 чорний слон · f1 чорний слон | f7 білий слон · h7 білий король · a6 чорний пішак · c6 чорний пішак · h6 чорний пішак · a5 білий слон · b5 чорний король · f5 чорний пішак · b4 білий пішак · f4 білий пішак · h4 чорна тура · b3 білий пішак · c3 чорний пішак · f3 чорна тура · g3 білий кінь · h2 чорний слон · f1 чорний слон | f7 білий слон · h7 білий король · a6 чорний пішак · c6 чорний пішак · h6 чорний пішак · a5 білий слон · b5 чорний король · f5 чорний пішак · b4 білий пішак · f4 білий пішак · h4 чорна тура · b3 білий пішак · c3 чорний пішак · f3 чорна тура · g3 білий кінь · h2 чорний слон · f1 чорний слон | f7 білий слон · h7 білий король · a6 чорний пішак · c6 чорний пішак · h6 чорний пішак · a5 білий слон · b5 чорний король · f5 чорний пішак · b4 білий пішак · f4 білий пішак · h4 чорна тура · b3 білий пішак · c3 чорний пішак · f3 чорна тура · g3 білий кінь · h2 чорний слон · f1 чорний слон | f7 білий слон · h7 білий король · a6 чорний пішак · c6 чорний пішак · h6 чорний пішак · a5 білий слон · b5 чорний король · f5 чорний пішак · b4 білий пішак · f4 білий пішак · h4 чорна тура · b3 білий пішак · c3 чорний пішак · f3 чорна тура · g3 білий кінь · h2 чорний слон · f1 чорний слон | f7 білий слон · h7 білий король · a6 чорний пішак · c6 чорний пішак · h6 чорний пішак · a5 білий слон · b5 чорний король · f5 чорний пішак · b4 білий пішак · f4 білий пішак · h4 чорна тура · b3 білий пішак · c3 чорний пішак · f3 чорна тура · g3 білий кінь · h2 чорний слон · f1 чорний слон | f7 білий слон · h7 білий король · a6 чорний пішак · c6 чорний пішак · h6 чорний пішак · a5 білий слон · b5 чорний король · f5 чорний пішак · b4 білий пішак · f4 білий пішак · h4 чорна тура · b3 білий пішак · c3 чорний пішак · f3 чорна тура · g3 білий кінь · h2 чорний слон · f1 чорний слон | f7 білий слон · h7 білий король · a6 чорний пішак · c6 чорний пішак · h6 чорний пішак · a5 білий слон · b5 чорний король · f5 чорний пішак · b4 білий пішак · f4 білий пішак · h4 чорна тура · b3 білий пішак · c3 чорний пішак · f3 чорна тура · g3 білий кінь · h2 чорний слон · f1 чорний слон | 4 |
| 3 | f7 білий слон · h7 білий король · a6 чорний пішак · c6 чорний пішак · h6 чорний пішак · a5 білий слон · b5 чорний король · f5 чорний пішак · b4 білий пішак · f4 білий пішак · h4 чорна тура · b3 білий пішак · c3 чорний пішак · f3 чорна тура · g3 білий кінь · h2 чорний слон · f1 чорний слон | f7 білий слон · h7 білий король · a6 чорний пішак · c6 чорний пішак · h6 чорний пішак · a5 білий слон · b5 чорний король · f5 чорний пішак · b4 білий пішак · f4 білий пішак · h4 чорна тура · b3 білий пішак · c3 чорний пішак · f3 чорна тура · g3 білий кінь · h2 чорний слон · f1 чорний слон | f7 білий слон · h7 білий король · a6 чорний пішак · c6 чорний пішак · h6 чорний пішак · a5 білий слон · b5 чорний король · f5 чорний пішак · b4 білий пішак · f4 білий пішак · h4 чорна тура · b3 білий пішак · c3 чорний пішак · f3 чорна тура · g3 білий кінь · h2 чорний слон · f1 чорний слон | f7 білий слон · h7 білий король · a6 чорний пішак · c6 чорний пішак · h6 чорний пішак · a5 білий слон · b5 чорний король · f5 чорний пішак · b4 білий пішак · f4 білий пішак · h4 чорна тура · b3 білий пішак · c3 чорний пішак · f3 чорна тура · g3 білий кінь · h2 чорний слон · f1 чорний слон | f7 білий слон · h7 білий король · a6 чорний пішак · c6 чорний пішак · h6 чорний пішак · a5 білий слон · b5 чорний король · f5 чорний пішак · b4 білий пішак · f4 білий пішак · h4 чорна тура · b3 білий пішак · c3 чорний пішак · f3 чорна тура · g3 білий кінь · h2 чорний слон · f1 чорний слон | f7 білий слон · h7 білий король · a6 чорний пішак · c6 чорний пішак · h6 чорний пішак · a5 білий слон · b5 чорний король · f5 чорний пішак · b4 білий пішак · f4 білий пішак · h4 чорна тура · b3 білий пішак · c3 чорний пішак · f3 чорна тура · g3 білий кінь · h2 чорний слон · f1 чорний слон | f7 білий слон · h7 білий король · a6 чорний пішак · c6 чорний пішак · h6 чорний пішак · a5 білий слон · b5 чорний король · f5 чорний пішак · b4 білий пішак · f4 білий пішак · h4 чорна тура · b3 білий пішак · c3 чорний пішак · f3 чорна тура · g3 білий кінь · h2 чорний слон · f1 чорний слон | f7 білий слон · h7 білий король · a6 чорний пішак · c6 чорний пішак · h6 чорний пішак · a5 білий слон · b5 чорний король · f5 чорний пішак · b4 білий пішак · f4 білий пішак · h4 чорна тура · b3 білий пішак · c3 чорний пішак · f3 чорна тура · g3 білий кінь · h2 чорний слон · f1 чорний слон | 3 |
| 2 | f7 білий слон · h7 білий король · a6 чорний пішак · c6 чорний пішак · h6 чорний пішак · a5 білий слон · b5 чорний король · f5 чорний пішак · b4 білий пішак · f4 білий пішак · h4 чорна тура · b3 білий пішак · c3 чорний пішак · f3 чорна тура · g3 білий кінь · h2 чорний слон · f1 чорний слон | f7 білий слон · h7 білий король · a6 чорний пішак · c6 чорний пішак · h6 чорний пішак · a5 білий слон · b5 чорний король · f5 чорний пішак · b4 білий пішак · f4 білий пішак · h4 чорна тура · b3 білий пішак · c3 чорний пішак · f3 чорна тура · g3 білий кінь · h2 чорний слон · f1 чорний слон | f7 білий слон · h7 білий король · a6 чорний пішак · c6 чорний пішак · h6 чорний пішак · a5 білий слон · b5 чорний король · f5 чорний пішак · b4 білий пішак · f4 білий пішак · h4 чорна тура · b3 білий пішак · c3 чорний пішак · f3 чорна тура · g3 білий кінь · h2 чорний слон · f1 чорний слон | f7 білий слон · h7 білий король · a6 чорний пішак · c6 чорний пішак · h6 чорний пішак · a5 білий слон · b5 чорний король · f5 чорний пішак · b4 білий пішак · f4 білий пішак · h4 чорна тура · b3 білий пішак · c3 чорний пішак · f3 чорна тура · g3 білий кінь · h2 чорний слон · f1 чорний слон | f7 білий слон · h7 білий король · a6 чорний пішак · c6 чорний пішак · h6 чорний пішак · a5 білий слон · b5 чорний король · f5 чорний пішак · b4 білий пішак · f4 білий пішак · h4 чорна тура · b3 білий пішак · c3 чорний пішак · f3 чорна тура · g3 білий кінь · h2 чорний слон · f1 чорний слон | f7 білий слон · h7 білий король · a6 чорний пішак · c6 чорний пішак · h6 чорний пішак · a5 білий слон · b5 чорний король · f5 чорний пішак · b4 білий пішак · f4 білий пішак · h4 чорна тура · b3 білий пішак · c3 чорний пішак · f3 чорна тура · g3 білий кінь · h2 чорний слон · f1 чорний слон | f7 білий слон · h7 білий король · a6 чорний пішак · c6 чорний пішак · h6 чорний пішак · a5 білий слон · b5 чорний король · f5 чорний пішак · b4 білий пішак · f4 білий пішак · h4 чорна тура · b3 білий пішак · c3 чорний пішак · f3 чорна тура · g3 білий кінь · h2 чорний слон · f1 чорний слон | f7 білий слон · h7 білий король · a6 чорний пішак · c6 чорний пішак · h6 чорний пішак · a5 білий слон · b5 чорний король · f5 чорний пішак · b4 білий пішак · f4 білий пішак · h4 чорна тура · b3 білий пішак · c3 чорний пішак · f3 чорна тура · g3 білий кінь · h2 чорний слон · f1 чорний слон | 2 |
| 1 | f7 білий слон · h7 білий король · a6 чорний пішак · c6 чорний пішак · h6 чорний пішак · a5 білий слон · b5 чорний король · f5 чорний пішак · b4 білий пішак · f4 білий пішак · h4 чорна тура · b3 білий пішак · c3 чорний пішак · f3 чорна тура · g3 білий кінь · h2 чорний слон · f1 чорний слон | f7 білий слон · h7 білий король · a6 чорний пішак · c6 чорний пішак · h6 чорний пішак · a5 білий слон · b5 чорний король · f5 чорний пішак · b4 білий пішак · f4 білий пішак · h4 чорна тура · b3 білий пішак · c3 чорний пішак · f3 чорна тура · g3 білий кінь · h2 чорний слон · f1 чорний слон | f7 білий слон · h7 білий король · a6 чорний пішак · c6 чорний пішак · h6 чорний пішак · a5 білий слон · b5 чорний король · f5 чорний пішак · b4 білий пішак · f4 білий пішак · h4 чорна тура · b3 білий пішак · c3 чорний пішак · f3 чорна тура · g3 білий кінь · h2 чорний слон · f1 чорний слон | f7 білий слон · h7 білий король · a6 чорний пішак · c6 чорний пішак · h6 чорний пішак · a5 білий слон · b5 чорний король · f5 чорний пішак · b4 білий пішак · f4 білий пішак · h4 чорна тура · b3 білий пішак · c3 чорний пішак · f3 чорна тура · g3 білий кінь · h2 чорний слон · f1 чорний слон | f7 білий слон · h7 білий король · a6 чорний пішак · c6 чорний пішак · h6 чорний пішак · a5 білий слон · b5 чорний король · f5 чорний пішак · b4 білий пішак · f4 білий пішак · h4 чорна тура · b3 білий пішак · c3 чорний пішак · f3 чорна тура · g3 білий кінь · h2 чорний слон · f1 чорний слон | f7 білий слон · h7 білий король · a6 чорний пішак · c6 чорний пішак · h6 чорний пішак · a5 білий слон · b5 чорний король · f5 чорний пішак · b4 білий пішак · f4 білий пішак · h4 чорна тура · b3 білий пішак · c3 чорний пішак · f3 чорна тура · g3 білий кінь · h2 чорний слон · f1 чорний слон | f7 білий слон · h7 білий король · a6 чорний пішак · c6 чорний пішак · h6 чорний пішак · a5 білий слон · b5 чорний король · f5 чорний пішак · b4 білий пішак · f4 білий пішак · h4 чорна тура · b3 білий пішак · c3 чорний пішак · f3 чорна тура · g3 білий кінь · h2 чорний слон · f1 чорний слон | f7 білий слон · h7 білий король · a6 чорний пішак · c6 чорний пішак · h6 чорний пішак · a5 білий слон · b5 чорний король · f5 чорний пішак · b4 білий пішак · f4 білий пішак · h4 чорна тура · b3 білий пішак · c3 чорний пішак · f3 чорна тура · g3 білий кінь · h2 чорний слон · f1 чорний слон | 1 |
|   | a | b | c | d | e | f | g | h |   |

1. S:f5  ~ 2. Sd4, Sd6#
1. ... L:f4  2. Sd4#
1. ...Th:f4 2. Sd6#
В початковій позиції біла тематична фігура вже стоїть на полі перетину ліній дії чорних слона і тури, а тематичні загрози виникають після ходу білого коня.  